# Kalköfen von Smygehamn

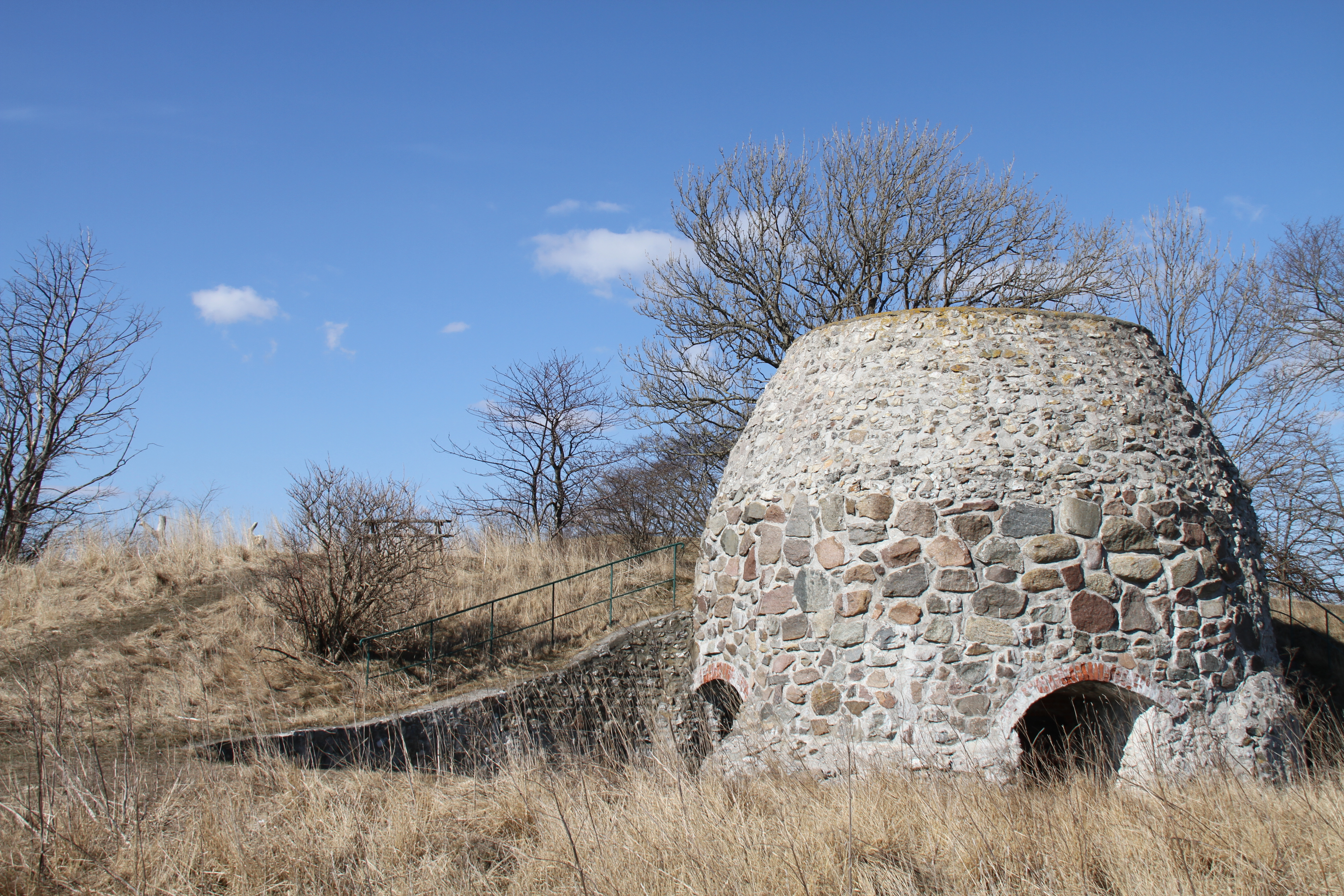
Kalkofen von Smygehuk

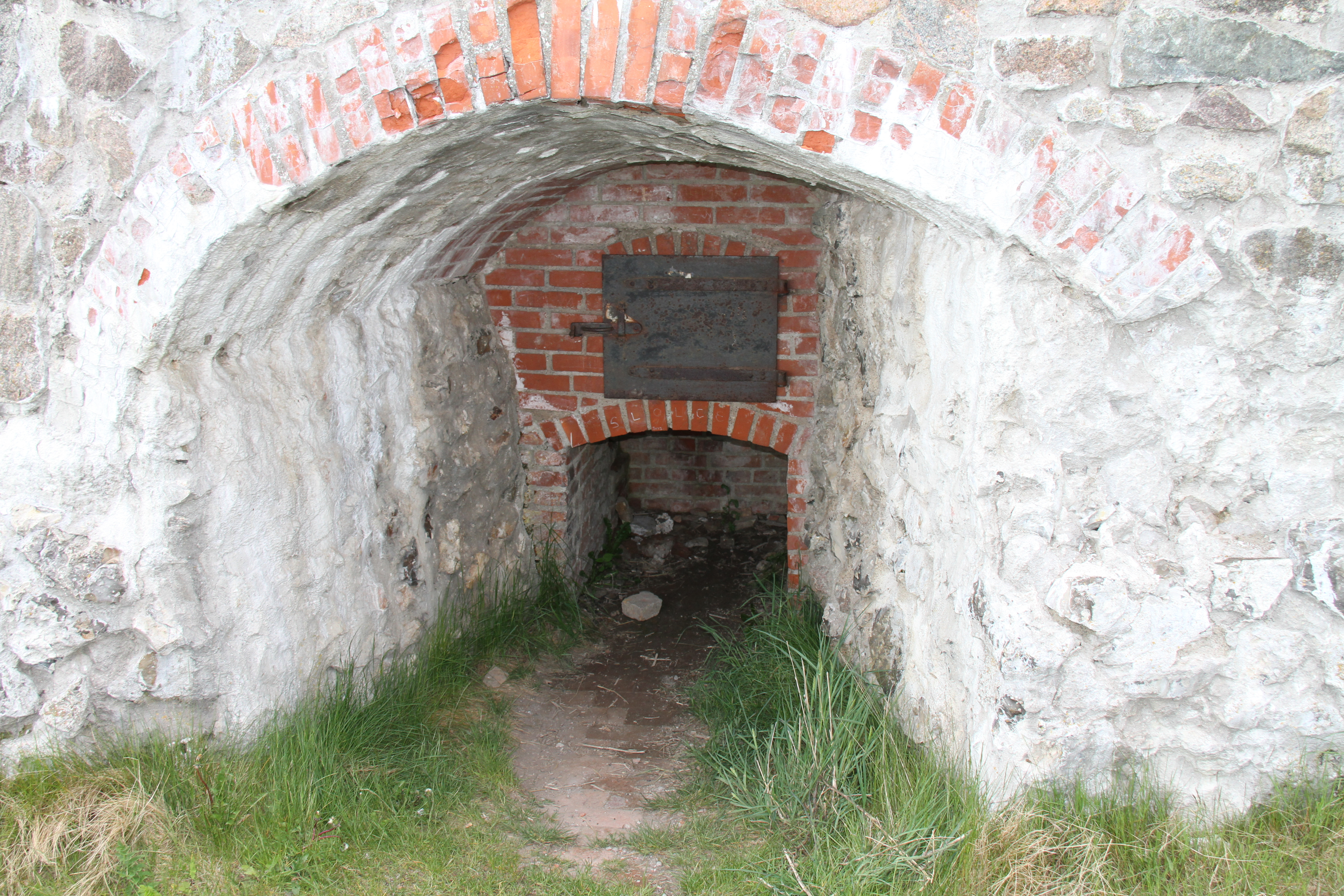
Kalkofen von Smygehuk; Detail

Die Kalköfen von Smygehamn (schwedisch Kalkugnarna i Smygehamn) befindet sich in Smygehamn in der Gemeinde Trelleborg in Schonen. Der älteste erhaltene Kalkofen in Schweden stammt aus der Mitte des 19. Jahrhunderts und wurde von dem aus Deutschland stammenden Baumeister Herman Wendt errichtet. Dieser Kalkofen steht zwischen dem Lagerhaus Köpmansmagasinet und dem Hafen von Smygehuk.
1819 war der schwedische Naturforscher Sven Nilsson (1787–1883) in Östra Torp (ab 1950 Smygehamn) und hielt in seinen Aufzeichnungen fest, dass der dortige Kalkofen um 1803 errichtet wurde und in dieser Zeit etwa 300 Fässer Kalk für den örtlichen Bedarf im Jahr gebrannt wurden. Um 1890 gab es schon fünf Kalkmühlen. Die Firma Jordberga sockerbruk erwarb 1891 den sogenannten Wendt’schen Hof. Nach einigen Investitionen förderte sie in großem Umfang Kalkstein mit etwa 50 Angestellten für die eigene Verwendung. Der Kalksteinbergbau lag in Nähe des Strandes. Damit die Gruben mit dem Meer verbunden werden konnten, um diese später als Hafen zu nutzen können, ging man sehr tief in das Gestein. Aus einem dieser Abbaugebiete entstand später der Hafen am Smygehuk. Heute ist dies in der Kommune Trelleborg einer der drei Häfen. Das ehemalige Fischerdorf konnte sich aufgrund der Kalksteinbrüche im Laufe der Zeit zu einem industriellen Zentrum entwickeln. Bis 1939 boomte die Kalkindustrie und beschäftigte ungefähr 100 Arbeiter. Nach dem Zweiten Weltkrieg ging das Kalkbrennen spürbar zurück, bis man 1954 den Abbau und Produktion von Kalk aufgab.
Bis zu zehn Öfen wurden nördlich von Smygehuk im damaligen Östra Torp genutzt. Von diesen wurden acht Stück nach historischem Vorbild aufgearbeitet, wovon der älteste in den 1850er Jahren gebaut wurde. Die dortigen Kalköfen, die östlich der Kirche von Östra Torp stehen, haben weiß gestrichene Schornsteine und Kuppeln.